# Società in accomandita per azioni
La società in accomandita per azioni (S.a.p.A. oppure S.A.A.), nell'ordinamento italiano, è una società di capitali con capitale sociale diviso in azioni, dotata di personalità giuridica, che si differenzia dalla società per azioni per la presenza di due categorie di soci: accomandanti e accomandatari.

## Categorie di soci
La prima tipologia di soci è data dagli accomandatari, amministratori di diritto, rispondono solidalmente ed illimitatamente delle obbligazioni sociali. In caso di violazione dei loro obblighi devono risarcire i danni alla società, ai creditori sociali e ai soci eventualmente danneggiati. La seconda categoria di soci è data dagli accomandanti, i quali rispondono nei limiti del conferimento e non possono amministrare la società.
Nella S.a.p.A. la qualità di socio accomandatario e di amministratore non sono separabili mentre nella società in accomandita semplice il socio accomandatario non è necessariamente amministratore; nella società in accomandita semplice risponde solidalmente ed illimitatamente con gli accomandatari per le obbligazioni sociali, ma non è di diritto amministratore.
Nettamente diversa la responsabilità del socio accomandatario della Società in accomandita per azioni che risponde per il periodo in cui mantiene l'ufficio di amministratore.
Alla Società in accomandita per azioni si applicano le norme relative alla Società per azioni (costituzione, conferimento ecc.), ma in più:
- l'atto costitutivo deve indicare gli accomandatari;
- la denominazione sociale è costituita dal nome di uno o più accomandatari, con l'indicazione della forma giuridica di Società in accomandita per azioni (se ne giovano i terzi che identificano uno degli amministratori sulla cui consistenza patrimoniale possono confidare, ad integrazione di quella del patrimonio sociale);

La connessione tra la qualità di socio accomandatario e quella di amministratore rappresenta il pregio ed il limite di questa società:
- il pregio, perché è preservata la stabilità della gestione della società, dato che l'accomandatario può mantenere la carica di amministratore in modo permanente, salva la revoca;
- il limite, per la responsabilità solidale ed illimitata dei soci accomandatari.

Va detto tuttavia che questa tipologia di società ha trovato ben scarsa diffusione, rimanendo confinata all'utilizzo di "cassaforte di famiglia" per impedire scalate azionarie da parte di terzi.

## Amministrazione
Tutti i soci accomandatari sono, di diritto, membri dell'organo amministrativo della società.
Si applicano le norme della società per azioni. Tuttavia, con riferimento alla riforma del diritto societario si ritiene che risulti precluso il sistema monistico (ne consegue l'impossibilità che 1/3 degli amministratori risultino indipendenti rispetto alla compagine sociale), ma non quello dualistico (essendo in tale ipotesi il numero minimo di accomandatari-consiglieri di gestione necessariamente pari a due).
La revoca degli amministratori deve essere deliberata con le maggioranza prescritte per le deliberazioni dell'assemblea straordinaria delle s.p.a.

## Assemblea
Il funzionamento è pressoché identico a quello di una Società per azioni. È costituita da tutti i soci e le maggioranze si formano con riferimento alle porzioni del capitale possedute da ciascuno di essi, indipendentemente che si tratti di accomandante o accomandatario. Inoltre:
- gli accomandatari non hanno diritto di voto nelle delibere concernenti la nomina e la revoca dei sindaci e del consiglio di sorveglianza, nonché di revoca degli amministratori e di promozione dell'azione sociale di responsabilità nei confronti degli amministratori, al fine di garantirne l'autonomia e l'indipendenza;
- in materia di sostituzione degli amministratori, la delibera dell'assemblea, riunita in sede straordinaria, che provvede alla nomina dei nuovi membri, deve essere altresì approvata dagli amministratori-accomandatari rimasti in carica.

I soci accomandatari non hanno diritto di voto per le azioni di cui sono titolari, nelle deliberazioni dell'assemblea relative alla nomina ed alla revoca dei sindaci e all'esercizio dell'azione di responsabilità nei loro confronti (a garanzia dell'indipendenza dell'organo di controllo). Se la società è quotata ed è soggetta a revisione contabile obbligatoria, il divieto di voto dei soci accomandatari è esteso anche al conferimento ed alla revoca dell'incarico alla società di revisione (ART. 159 TUF).

## Modifiche statutarie
Si fa riferimento alle norme della società per azioni. Per le modifiche dell'atto costitutivo tuttavia è richiesta non solo l'approvazione dell'assemblea straordinaria dei soci ma anche il consenso di tutti i soci accomandatari.

## Scioglimento
La Società in accomandita per azioni si può sciogliere, oltre che per le cause previste per le S.p.a., anche per la cessazione dall'ufficio di tutti gli amministratori, se entro sei mesi non si è provveduto alla loro sostituzione. In questo periodo il collegio sindacale o il consiglio di sorveglianza nomina un amministratore provvisorio per il compimento degli atti di ordinaria amministrazione che non assume la qualità di accomandatario.

## Divieto d'immistione
L'amministrazione della società compete esclusivamente ai soci accomandatari. Qualsiasi atto dei soci accomandanti fa perdere il beneficio della responsabilità limitata per tutte le obbligazioni sociali.
Il giudice ha il potere di rilevare d'ufficio la reale natura del rapporto sottostante fra soci accomandanti e accomandatari, disapplicando i patti statutari a favore della tipologia di società di capitali maggiormente conforme a quella realmente sussistente fra i soggetti che partecipano al versamento liquido del capitale sociale.
La legge non prevede un termine di prescrizione intercorrente fra la data di violazione della natura e dei regolamenti societari e la data di avvio di un recupero coattivo del credito. Quest'ultimo può essere vantato e fatto valere da terzi detentori di diritti o interessi legittimi nei confronti dei soci accomandatari e dei soci accomandanti ad essi assimilati de iure e de facto in sede giudiziale.
La casistica dei fatti qualificati come ingerenza indebita dei soci accomandanti è potenzialmente molto ampia, potendo includere anche l'emissione di assegni a nome di una sas da parte di persone prive della relativa delega di cassa.
L'ampia discrezionalità dei giudici nell'apprezzamento dei casi di ingerenza e l'assenza di limiti temporali che rendano il fatto non più produttivo di effetti giuridici hanno contribuito alla scarsa diffusione di tale tipologia di società di capitali all'interno del panorama imprenditoriale italiano.

Simmetricamente, l'assenza di casi nel mondo imprenditoriale e nella giurisprudenza di merito hanno contribuito a non determinare i limiti della portata di una norma molto generale e discrezionale, quale è l'art. 2320 del codice civile.